# Bistum Cheongju
Das Bistum Cheongju (lateinisch: Dioecesis Cheongiuensis, koreanisch: 천주교 청주교구) ist eine in Südkorea gelegene römisch-katholische Diözese mit Sitz in Cheongju.

## Geschichte
Das Bistum Cheongju wurde am 23. Juni 1958 durch Papst Pius XII. mit der Apostolischen Konstitution Sacro suadente aus Gebietsabtretungen des Apostolischen Vikariates Seoul als Apostolisches Vikariat Cheongju errichtet. Am 10. März 1962 wurde das Apostolische Vikariat Cheongju durch Papst Johannes XXIII. mit der Apostolischen Konstitution Fertile Evangelii zum Bistum erhoben und dem Erzbistum Daegu als Suffraganbistum unterstellt.

## Ordinarien

### Apostolische Vikare von Cheongju
- James Vincent Pardy MM, 1958–1962

### Bischöfe von Cheongju
- James Vincent Pardy MM, 1962–1969
- Nicholas Cheong Jin-suk, 1970–1998, dann Erzbischof von Seoul
- Gabriel Chang Bong-hun, 1999–2022
- Simon Kim Jong-Gang, seit 2022